# Once Upon a Time in the Midlands
Once Upon a Time in the Midlands is een Brits-Duitse film uit 2002 van Shane Meadows met muziek van John Lunn.

## Verhaal
Het verhaal speelt zich af in Nottinghamshire. Dek (Rhys Ifans) doet zijn vriendin Shirley (Shirley Henderson) een aanzoek op TV. Als Jimmy (Robert Carlyle), "de grote liefde van haar leven" en vader van haar dochter Marlene (Finn Atkins), dit ziet, keert hij terug in een poging haar hart terug te winnen. Maar nadat hij zijn vrienden in Schotland in de steek heeft gelaten tijdens een mislukte overval op een paar clowns, keren zijn vrienden zich tegen hem en komen naar de Midlands om te proberen hem op te sporen. Uiteindelijk weigert Shirley met Jimmy mee te gaan en verklaart ze haar liefde voor Dek; evenzo weigert Marlene iets met Jimmy te maken te hebben en aanvaardt ze Dek als haar vaderfiguur.

## Rolverdeling
- Robert Carlyle - Jimmy
- Vanessa Feltz - Vanessa
- Ricky Tomlinson - Charlie
- Kathy Burke - Carol
- Vicki Patterson - Audience Guest
- Shirley Henderson - Shirley
- Finn Atkins - Marlene
- Kelly Thresher - Donna
- Rhys Ifans - Dek
- Andrew Shim - Donut